# Ñorquín
Ñorquín is een departement in de Argentijnse provincie Neuquén. Het departement (Spaans:  departamento) heeft een oppervlakte van 5.545 km² en telt 4.628 inwoners.

## Plaatsen in departement Ñorquín
- Caviahue-Copahue
- Colipilli
- El Cholar
- El Huecú
- Naunauco
- Rahueco
- Ranquilon
- Taquimilán
- Taquimilan Abajo
- Taquimilan Arriba
- Taquimilan Centro
- Vilu Mallin